# Baby Madaha
Baby Madaha (Mwanza, 19 de noviembre de 1988) es una actriz y cantante tanzana, ganadora del concurso Bongo Star Search en 2007. Obtuvo reconocimiento en su país con su sencillo "Amore" y por su participación en la película Nani. Sus créditos cinematográficos incluyen producciones como Blessed by God, Tifu la Mwaka, Misukosuko y Ray of Hope. En 2013 firmó un contrato con la discográfica Candy n Candy.

## Filmografía destacada
- Nani
- Blessed by God
- Tifu la Mwaka
- Misukosuko
- Ray of Hope